# Tribolodon sachalinensis
Tribolodon sachalinensis är en fiskart som först beskrevs av Nikolskii, 1889.  Tribolodon sachalinensis ingår i släktet Tribolodon och familjen karpfiskar. Inga underarter finns listade i Catalogue of Life.